# Herzogtum Elsass
Das Herzogtum Elsass (lateinisch ducatus Alsacensi) war ein Amtsherzogtum des Fränkischen Reichs im Gebiet des Elsasses während des letzten Jahrhunderts der merowingischen Herrschaft. Quellen gibt es nur wenige, meist Urkunden und Heiligenviten mit marginalen Erwähnungen der Namen der Herzöge. Die Namen der Amtsträger setzen in der ersten Hälfte des 7. Jahrhunderts ein und enden 742. Hinweise zur Entstehung oder zur Beendigung des Amtsherzogtums sind zeitgenössisch nicht überliefert.

## Geschichte

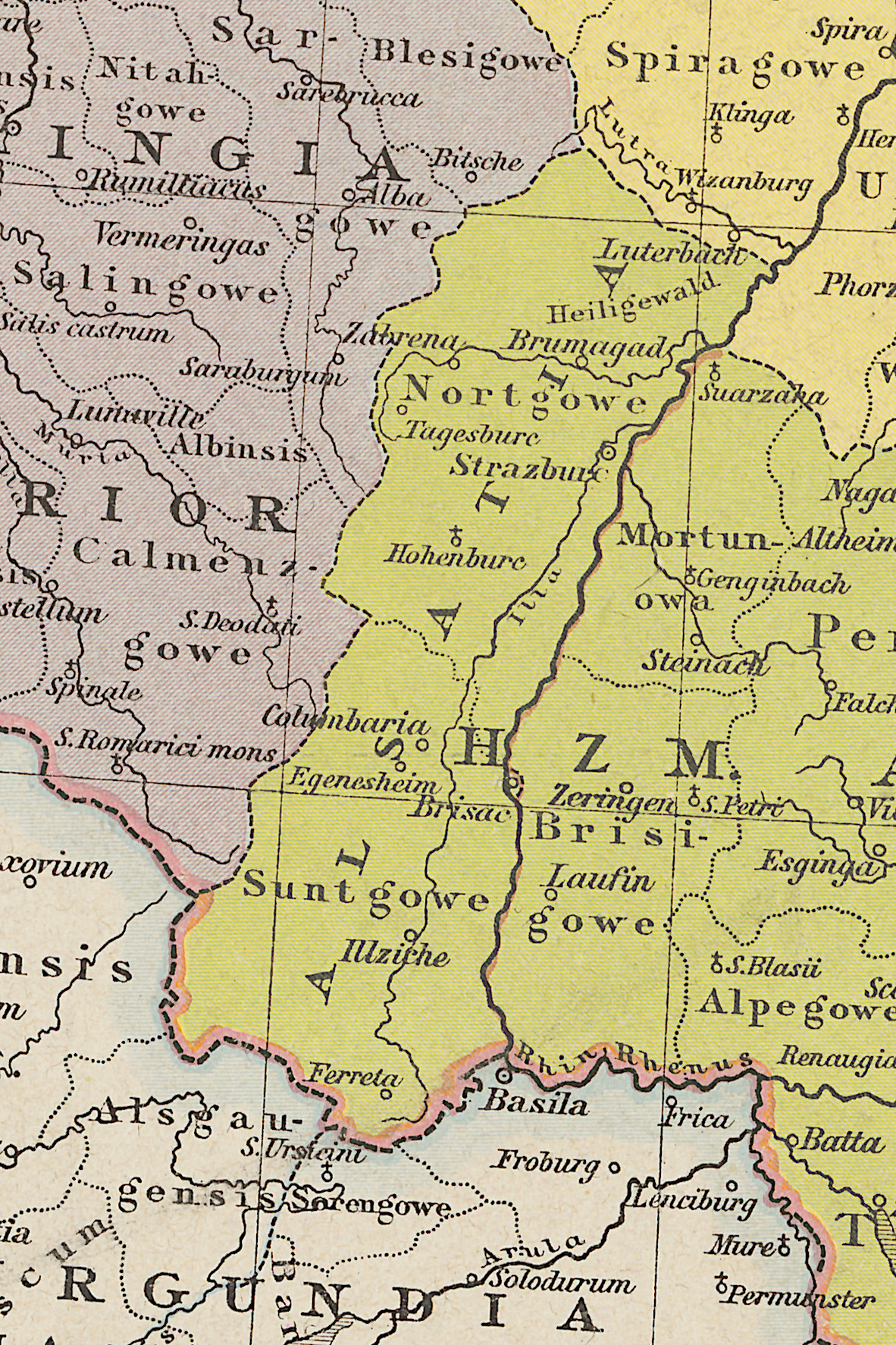
Das Elsass um das Jahr 1000, aufgeteilt in Nordgau und Sundgau

Nach der Unterwerfung der Alamannen durch die Franken um das Jahr 500 wurde das Elsass – im damaligen Umfang, also im Norden ohne Outre-Forêt und ohne Krummes Elsass – aus dem autonomen Herzogtum Alamannien herausgelöst und im austrasischen Teilreich der Franken integriert. 641 erhob sich Herzog Radulf von Thüringen gegen die fränkische Herrschaft und machte durch den Sieg an der Unstrut über König Sigibert III. sein Herzogtum Thüringen de facto unabhängig. Womöglich um das Elsass als Grenzland gegen das rechtsrheinische Alamannien militärisch zu organisieren, scheint Dagobert I. († 639) oder erst einer seiner Söhne um diese Zeit im Elsass ein Amtsherzogtum geschaffen zu haben und Gundoin zu dessen ersten Herzog eingesetzt zu haben. Jedenfalls setzen um diese Zeit die Namen der Amtsträger ein. Gundoins Herzogtum umfasste beide Seiten der Vogesen, die Burgundische Pforte und den Jura. Gundoin nutzte Klöster wie das von ihm gestiftete Kloster Münstergranfeld im Berner Jura als Mittel, um das Christentum und zugleich seine Autorität zu verbreiten und die regionale Wirtschaft zu entwickeln, indem er den Fleiß der Mönche für weltliche Zwecke einsetzte.
Während der Zeit des Herzogtums Elsass verschwindet das Bistum Basel für ein Jahrhundert aus den Quellen und das Bistum Straßburg pastorisierte Unter- und Oberelsass. Unter Gundoins späteren Nachfolgern, den Etichonen, wurde die Herzogswürde erblich und vererbte sich innerhalb der Etichonen-Familie. Ein Herzog im Elsass erscheint letztmals 742 in den Quellen. Womöglich besteht ein Zusammenhang mit dem gescheiterten Aufstand Herzog Theudebalds von Alamannien, den der Karolinger Karlmann 746 niederschlagen und das Herzogtum Alamannien als militärische Macht und Bedrohung ausschalten konnte. Der Name allein bestand weiter und der Begriff „Elsässisches Herzogtum“ erscheint erstmals 816 unter Ludwig dem Frommen in den Quellen.

## Herzöge
- Gundoin, 630er Jahre
- Bonifatius, bis um 662
- Eticho, um 662 – nach 683
- Adalbert, nach 683–723
- Liutfrid, 723–nach 742

## Belege
1. ↑  A. M. Burg 1969, S. 85
2. ↑  A. M. Burg 1969, S. 86
3. ↑  A. M. Burg 1969, S. 90
4. ↑  A. M. Burg 1969, S. 87
5. ↑  A. M. Burg 1969, S. 95
6. ↑  A. M. Burg 1969, S. 94